# Nico Schulz
Nico Schulz (* 1. April 1993 in Berlin-Tegel) ist ein deutscher Fußballspieler. Er kann flexibel auf der linken Außenbahn eingesetzt werden und wurde bei Hertha BSC ausgebildet. Bis Juli 2023 stand Schulz bei Borussia Dortmund unter Vertrag und gewann mit dem Verein je einmal den DFB-Pokal sowie den DFL-Supercup. Schulz ist mehrfacher deutscher Nachwuchs- und A-Nationalspieler. Gegenwärtig steht er in der Türkei bei MKE Ankaragücü unter Vertrag.

## Karriere

### Vereine
Nico Schulz begann mit dem Fußballspielen in der Jugend des BSC Rehberge im Stadtteil Wedding. Als 12-Jähriger wechselte er in die Jugendakademie von Hertha BSC. Dort zeigte er gute Leistungen, wodurch er als 15-Jähriger in den Fokus von Scouts des FC Liverpool geriet. Das Angebot, künftig für die Jugend des FC Liverpool zu spielen, lehnte Schulz jedoch ab.
In der Folgezeit erreichte er mit der A-Jugend seines Vereins unter anderem das Finale des DFB-Junioren-Vereinspokal 2009/10 gegen die TSG 1899 Hoffenheim, das im heimischen Amateurstadion stattfand; es wurde mit 1:2 verloren.
In der anschließenden Sommerpause fuhr Schulz erstmals mit den Profis der Hertha, die in der 2. Bundesliga spielten, ins Trainingslager und hinterließ dort einen so starken Eindruck, dass er von Cheftrainer Markus Babbel am 14. August 2010 in der 1. Runde des DFB-Pokals beim 2:0-Erfolg in Pfullendorf das erste Pflichtspiel für Herthas erste Mannschaft bestritt; er wurde in der 81. Spielminute für Waleri Domowtschijski eingewechselt.
Sechs Tage später debütierte der Verteidiger in der 2. Bundesliga beim 3:2-Heimsieg über Rot-Weiß Oberhausen, als er erneut kurz vor Spielschluss für Domowtschijski eingewechselt wurde. Im Laufe der Saison 2010/11 kam er unter Trainer Babbel meist als Ersatzspieler zu einigen Einsätzen. Spielpraxis in der Saison 2011/12 hatte Schulz, wenn überhaupt, nur in der zweiten Mannschaft, zumal er zu Saisonbeginn wegen pfeifferschem Drüsenfieber ausfiel und später noch mit Oberschenkelproblemen zu kämpfen hatte. Die Profis von Hertha BSC stiegen zum Ende der Saison wieder in die 2. Bundesliga ab und in der Spielzeit darauf war er nun phasenweise häufiger zum Einsatz gekommen und Jos Luhukay, der im Sommer 2012 Trainer in Berlin wurde, brachte ihn in 15 von 20 Zweitligaspielen von Anfang an rein, mehr als linker Mittelfeldspieler. Zum Ende der Spielzeit stieg Hertha BSC wieder in die Bundesliga auf. Auch im „Oberhaus“ kam Schulz – oft als linker Mittelfeldspieler eingesetzt und vereinzelt als linker Außenverteidiger oder linker Außenstürmer – regelmäßig zum Einsatz und gehörte mit 15 Startelfmandaten in 23 Bundesligaspielen zu den Stammspielern der Alten Dame. In der Saison 2014/15 hatte er sich nun endgültig in die Stammelf der Berliner festgespielt und war dabei als linker Mittelfeldspieler gesetzt. Hertha BSC hatte dabei den rechnerischen Klassenerhalt erst am letzten Spieltag gesichert.
Nachdem Schulz zu Beginn der Saison 2015/16, Hertha war mittlerweile aufgestiegen, in der ersten Pokalrunde und am ersten Spieltag noch für die Berliner gespielt hatte, wechselte er am 18. August 2015 zum Ligakonkurrenten Borussia Mönchengladbach. Er erhielt beim Champions-League-Teilnehmer einen Vierjahresvertrag. Sein Debüt für Borussia Mönchengladbach absolvierte er am 19. September 2015, dem 5. Spieltag, als er bei der 0:1-Niederlage gegen den 1. FC Köln für Ibrahima Traoré eingewechselt wurde. Im Oktober 2015 erlitt er in einem Testspiel gegen den MSV Duisburg einen Kreuzbandriss, wodurch er für den Rest der Saison, in der die Borussia als Tabellenletzter in der Champions-League-Gruppenphase ausschied, ausfiel. Im Sommer 2016 konnte der Defensivspieler in der Regionalligamannschaft wieder Spielpraxis sammeln, kam aber nur noch zu 16 Kurzeinsätzen für die erste Mannschaft, unter anderem beim Achtelfinal-Aus in der Europa League gegen den Ligakonkurrenten Schalke 04.
Im Sommer 2017 wechselte Schulz zur TSG 1899 Hoffenheim, bei der er einen Dreijahresvertrag unterschrieb. Dieser wurde im Dezember 2018 um ein weiteres Jahr verlängert. Mit den Kraichgauern wurde der Stammspieler am Ende Dritter, was die bis dato beste Saisonleistung und den ersten Einzug des Vereins in die Champions League bedeutete. Dort kamen Schulz und die TSG jedoch nicht über die Gruppenphase hinaus. In der Bundesligasaison 2018/19 stand Hoffenheim am Ende auf Rang neun und verpasste einen erneuten Sprung nach Europa.
Zur Saison 2019/20 wechselte Schulz zu Borussia Dortmund. Er unterschrieb einen Vertrag mit einer Laufzeit bis zum 30. Juni 2024. Im August 2019 gewann er seinen ersten Titel mit dem Verein, als der Doublesieger der Vorsaison, der FC Bayern München, mit 2:0 im DFL-Supercup besiegt wurde. Beim 4:0-Auswärtssieg gegen den 1. FSV Mainz 05 am 15. Spieltag traf der Verteidiger zum ersten Mal für den BVB in der Bundesliga. Zu Saisonbeginn wurde er einige Male auf der linken defensiven Außenbahn eingesetzt. Dort konnte der bis dato fünftteuerste Neuzugang des Vereins, der auch bereits zehn A-Länderspiele absolviert hatte, nicht überzeugen. Als Teil der Viererkette wuchsen im Gegensatz zu seiner Rolle in Hoffenheim seine defensiven Aufgaben, eine durchschnittliche Zweikampf- sowie Ballverlustquote sprach nach Schulz’ ersten Spielen aber gegen ihn. Nach der Umstellung Lucien Favres auf ein 3-4-3-System musste der Verteidiger ins linke Mittelfeld ausweichen. Auf beiden Positionen hatte er das Nachsehen gegenüber Raphaël Guerreiro, saß ab der Rückrunde meistens nur noch auf der Bank und kehrte erst innerhalb der letzten drei Saisonspiele mit Kurzeinsätzen aufs Feld zurück. Auch 2020/21 hatte Schulz gegenüber Guerreiro das Nachsehen und vertrat den Stammspieler lediglich, wenn dieser verletzt war. So erhielt der Verteidiger vor allem in der Saisonendphase von Favres Nachfolger Edin Terzić fünf Startelfnominierungen, in diesen Partien kassierte Dortmund neun Gegentore. Nach einer Serie von sieben Ligaspielsiegen erreichte Schulz mit der Borussia am Ende noch Tabellenrang 3 und konnte sich für die Champions League qualifizieren. Im Pokal wirkte der Außenbahnspieler in zwei Partien mit und gewann den Wettbewerb im Frühjahr 2021 mit seinen Teamkollegen.
In der Spielzeit 2021/22 änderte sich unter dem neuen Trainer Marco Rose nichts an Schulz' bisheriger Lage. Während er selbst wettbewerbsübergeifende 12 Spiele in Folge von Muskelverletzungen verpasste, wurde er in 24 Partien entweder nach Einwechslungen oder wenn Guerreiro ausfiel, eingesetzt. Seine vom kicker erhaltenen Zensuren bewegten sich hierbei zwischen 3,0 und 5,5. Die beiden letzten Noten vergab das Sportmagazin für Schulz' Leistungen in der Champions-League-Gruppenphase gegen Ajax Amsterdam (0:4) sowie Sporting Lissabon (1:3). Gegen die Niederländer wirkte der Linksverteidiger „überfordert“ und ließ mehrere gefährliche Vorstöße des Außenstürmers Antony zu, woraufhin er zur Halbzeit beim Stand von 0:2 ausgewechselt wurde. Im zweiten Spiel konnten hingegen die Portugiesen durch einen Fehler des Dortmunder Verteidigers in Führung gehen und auch hier wurde dieser nach den ersten 45 Minuten herausgenommen. Im darauf folgenden Sommer war der Defensivspieler einer der Akteure im Aufgebot des BVB, die verkauft werden sollten, jedoch fand sich kein Abnehmer für Schulz, der pro Jahr 8 Mio. Euro verdient haben soll. Nachdem Edin Terzić auf Marco Rose gefolgt war, durfte Schulz zwar weiter mit der Mannschaft trainieren, bekam jedoch in Aussicht gestellt, künftig nicht mehr für deren Pflichtspiele nominiert zu werden. Stattdessen lief er beispielsweise im September 2022 in einem Testspiel der U23 auf. Schulz kam in der Saison nicht mehr zum Einsatz. Anschließend einigten sich Verein und Spieler innerhalb der Sommerpause auf die Auflösung seines noch ein Jahr gültigen Vertrags.
In der Folge war Schulz über ein Jahr vereinslos, im Spätsommer 2024 trainierte er einen Monat als Gast beim Potsdamer Regionalligisten SV Babelsberg 03. Seine Trainingszeit endete nach Protesten von Anhängern des Vereins.
Wenig später unterschrieb der Verteidiger einen Vertrag beim türkischen Zweitligisten MKE Ankaragücü.

### Nationalmannschaft
Für die deutschen Nachwuchsteams der U15-, U16-, U17- und U18-Nationalmannschaft bestritt Schulz insgesamt 51 Spiele. In der Qualifikation zur U19-Europameisterschaft 2012 schoss Schulz seine ersten Tore für eine deutsche Nationalmannschaft. Für die EM-Endrunde qualifizierte sich das DFB-Team nicht.
Ab August 2013 kam er in der deutschen U21-Nationalmannschaft zum Einsatz. In der Qualifikation zur Europameisterschaft 2015 kam er zu sechs Einsätzen und qualifizierte sich mit der Mannschaft für die Endrunde in Tschechien. Schulz kam in allen vier Partien zum Einsatz und schied mit einer 0:5-Niederlage gegen Portugal im Halbfinale aus.
Am 29. August 2018 wurde er von Nationaltrainer Joachim Löw für das Gruppenspiel in der „Liga A“ der UEFA Nations League gegen Frankreich sowie für das Testspiel gegen Peru berufen. Bei seinem A-Länderspieldebüt am 9. September 2018 in Sinsheim im Spiel gegen Peru erzielte er den 2:1-Siegtreffer in der 84. Minute. Bis 2020 bestritt er für die A-Nationalmannschaft insgesamt 12 Länderspiele, wurde seitdem aber weder von Löw noch von dessen Nachfolger Hansi Flick nochmals ins Nationalteam berufen.

## Erfolge und Auszeichnungen
Hertha BSC
- Deutscher Zweitliga-Meister (2): 2011, 2013

Borussia Dortmund
- DFL-Supercupsieger: 2019
- DFB-Pokalsieger: 2021

Persönliche Auszeichnungen
- Mitglied der VDV 11: 2018/19

## Persönliches
Schulz, Sohn eines italienischen Vaters und einer deutschen Mutter, wuchs in Berlin-Tegel auf. Mit 18 Jahren und der mittleren Reife verließ Schulz die Poelchau-Oberschule während des 12. Schuljahres, um sich auf seine Profi-Karriere zu konzentrieren. Sein jüngerer Bruder Gian Luca (* 1999) ist ebenfalls Profifußballspieler.
Schulz hat aus einer Beziehung eine Tochter (* 2014) und einen Sohn (* 2016) und aus einer weiteren Beziehung eine weitere Tochter (* 2020).
Im Dezember 2023 erhob die Staatsanwaltschaft Dortmund Anklage gegen Schulz wegen gefährlicher Körperverletzung. Er wurde demnach beschuldigt, seine zu diesem Zeitpunkt schwangere Freundin Jasmina D. im Januar und im August 2020 tätlich angegriffen zu haben. Im Februar 2024 wurde das Verfahren vor dem Amtsgericht Dortmund gegen Zahlung von 150.000 € an gemeinnützige Organisationen sowie Schadenersatz an seine Ex-Partnerin im Rahmen eines Täter-Opfer-Ausgleichs eingestellt.